# MasterCard Lola
A MasterCard Lola egy megszűnt Formula–1-es csapat. Mindössze egy versenyen vett részt az 1997-es szezonban (a szezonnyitó ausztrál nagydíjon), ám arra sem tudta kvalifikálni magát. A következő nagydíjon már nem állt rajthoz a főszponzor visszalépése miatt. A sikertelen próbálkozás ellenére a csapat szerepelt a világbajnokság hivatalos nevezési listáján.

## A csapat története
Azokat az éveket követően, hogy gyártóként kasztnival látott el több csapatot is (főként a Larrousse csapatát), Eric Broadley szándékozott megalapítani egy csapatot, amely kizárólag a Lola tulajdonjoga alatt versenyezne. A prototípus kasztnit első ízben 1995-ben tesztelte Allan McNish, majd 1996 végén Broadley bejelentette a csapat közeljövőbeni Formula–1-es indulását. Az alakulat 1998-ra tervezte a bemutatkozását, ám debütálására egy évvel korábban, 1997-ben került sor. Broadley azt mondta, hogy mindez a szponzor nyomása miatt következett be.

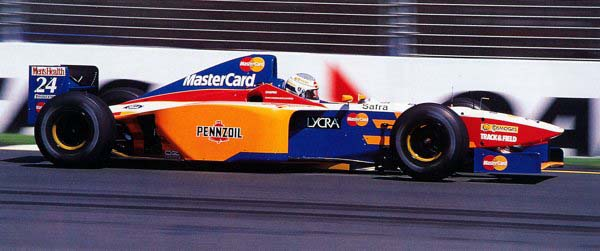
Vincenzo Sospiri a Lola volánja mögött

A T97/30 nevű kasztni leginkább az IndyCar technológián alapult, mivel nem tesztelték sem szélcsatornában, sem versenypályán.

### A Lola motor
A V10-es motort megtervezése Al Melling feladata volt, a tervezéskor kifejezetten tekintetbe véve a hátsó rész áramvonalasra formálását. Sajnálatos módon a motor nem készült el időre, így a Lola arra kényszerült, hogy a Ford erőforrásait használja.

### A versenyzők
Vincenzo Sospirit és Ricardo Rossetet szerződtették versenyzőnek, ám mindketten a project áldozataivá váltak. Az autó az 1997-es ausztrál nagydíjra készült el. Az 1997-es szabályok értelmében a versenyzőknek csak akkor engedték meg, hogy elindulhassanak a versenyen, ha a pole-pozíciós idő 107%-án belül futották meg a leggyorsabb körüket. Azonban a 11 illetve 13 mp hátránnyal rendelkező Sospiri és Rosset távolról sem teljesítette ezt a feltételt, míg a másik újonc, a Stewart Grand Prix megfutotta a kívánt időt.
Az autókat röviddel az ausztrál nagydíj után tesztelték Silverstoneban, azonban ismét több mint 10 mp-cel lassabbak voltak az élen állóknál.

### A megszűnés
1997. március 26-án a brazil nagydíj előtt a Lola bejelentette, hogy visszalép a brazil versenytől pénzügyi és technikai problémák miatt. Az alkalmazottak, akik már elutaztak Interlagosba, visszatértek a csapat huntingdoni főhadiszállására. Röviddel ezt követően a Lola visszalépett a teljes világbajnoki sorozattól.
A rövid Formula–1-es konstruktőri fennállása alatt a Lola 6 millió angol font adósságot halmozott fel, néhány héttel később csődeljárás indult ellene, majd Martin Birrane ír vállalkozó felvásárolta a céget.
2009. május 15-én hivatalosan bejelentették, hogy a 2010-es szezonra a Lola visszatér a Formula–1-be, ám június 17-én nyilvánosságra hozták, hogy felhagynak ezzel a törekvésükkel.

## Formula–1-es eredményei
(Táblázat értelmezése)

(Félkövér: pole-pozícióból indult; dőlt: leggyorsabb kört futott) 

| Év   | Kasztni     | Motor           | Gumi | Versenyzők       | 1   | 2   | 3   | 4   | 5   | 6   | 7   | 8   | 9   | 10  | 11  | 12  | 13  | 14  | 15  | 16  | 17  | Pont | Helyezés |
| ---- | ----------- | --------------- | ---- | ---------------- | --- | --- | --- | --- | --- | --- | --- | --- | --- | --- | --- | --- | --- | --- | --- | --- | --- | ---- | -------- |
| 1997 | Lola T97/30 | Ford Zetec-R V8 | B    |                  | AUS | BRA | ARG | SMR | MON | ESP | CAN | FRA | GBR | GER | HUN | BEL | ITA | AUT | LUX | JPN | EUR | 0    | –        |
| 1997 | Lola T97/30 | Ford Zetec-R V8 | B    | Vincenzo Sospiri | NK  |     |     |     |     |     |     |     |     |     |     |     |     |     |     |     |     | 0    | –        |
| 1997 | Lola T97/30 | Ford Zetec-R V8 | B    | Ricardo Rosset   | NK  |     |     |     |     |     |     |     |     |     |     |     |     |     |     |     |     | 0    | –        |

## Külső hivatkozások
- Méltán elfeledve – Priceless
- Profil az F1 Rejects.com-on Archiválva 2010. december 28-i dátummal a Wayback Machine-ben (angolul)